# جنکی
جنکی (انگلیسی: Genki) شرکت بازی ویدئویی ژاپنی است، که در سال ۱۹۹۰ تأسیس شد.